# Liga de los Tres Emperadores
La Liga de los Tres Emperadores (también conocida en alemán como Dreikaiserabkommen) fue una alianza formada en 1873 por los emperadores del Imperio alemán, del austrohúngaro y del ruso: las tres mayores potencias del este y centro de Europa en aquel momento.
Esta Liga pretendía crear un frente común de oposición a las formas de gobierno de corte liberal imperantes en los países del occidente europeo, y se creó tras la unificación de Alemania por Prusia tras la derrota francesa en la guerra franco-prusiana de 1870.

## Contexto y formación

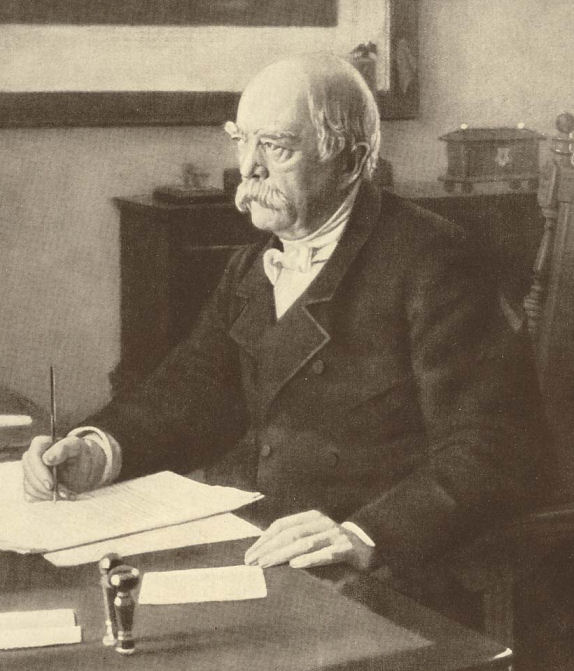
El canciller alemán y principal promotor de la Liga de los Tres Emperadores, Otto von Bismarck.

Alemania estaba gobernada por el emperador Guillermo I; el Imperio austrohúngaro. por el emperador Francisco José I, y el ruso, por el emperador Alejandro II. Estos soberanos profesaban un sincero conservadurismo en lo político, pese a que Alemania y Austria-Hungría eran monarquías constitucionales, mientras que el régimen imperial ruso era abiertamente absolutista. En tal sentido, los tres monarcas tenían en común un sincero desagrado hacia el liberalismo político existente en Europa Occidental, especialmente el practicado en las otras dos grandes potencias europeas de la época: Gran Bretaña y la República Francesa.

## Objetivos
Los monarcas conservadores de Austria-Hungría, Alemania y Rusia percibían el liberalismo como un peligro y crearon esta Liga para apoyarse mutuamente en el campo de la política exterior. Aunque la Liga no consistía en una alianza formal, los tres países acordaban considerar al socialismo, y aún más importante, al republicanismo, como las mayores amenazas a sus respectivos regímenes. 
Esta Liga era también parte del plan del canciller alemán Otto von Bismarck para mantener a Francia aislada y alejada de cualquier alianza diplomática, y conservar a Austria-Hungría y Rusia como potenciales aliados del Imperio alemán en su política exterior; con ello Bismarck evitaba que tras la derrota de 1870 la Tercera República Francesa consiguiera apoyo externo si intentaba un conflicto bélico con Alemania para recuperar las regiones de Alsacia y Lorena. El aislacionismo de Gran Bretaña y la alianza informal germano-austro-rusa servían para este fin de Bismarck. En los Balcanes, la alianza suponía el mantenimiento de la situación del momento: Austria-Hungría y Rusia se comprometieron a no extenderse por la península.

## Deterioro y fin de la alianza
La Liga de los Tres Emperadores empezó a deteriorarse como resultado de la insatisfacción de Rusia con los resultados del Congreso de Berlín de 1878, que sentaba las bases del ordenamiento de los Balcanes tras la guerra ruso-turca de 1877-1878 y otorgaba a Austria-Hungría un predominio político sobre los restos del agonizante Imperio otomano en la región balcánica. Bismarck luchó duramente para evitar un conflicto diplomático entre Austria y Rusia y así en 1881 el propio canciller Bismarck persuadió al nuevo zar ruso, el ultraconservador Alejandro III para que retornara a la "Alianza de Tres Emperadores" sin el conocimiento de Austria, mostrando a Rusia que las tres monarquías tenían más elementos en común que sus diferencias por ambiciones territoriales.
Tras la dimisión de Otto von Bismarck en 1890 por presión del nuevo emperador alemán Guillermo II, este monarca asumió personalmente la política exterior del Imperio alemán y se unió a los elementos más ultranacionalistas de Alemania que manifestaban un creciente desdén por Rusia y los pueblos eslavos en general. Tales ideas contradecían un principio de la política de Bismarck, según la cual Alemania debía evitar, por cualquier motivo, enemistarse con el poderoso Imperio Ruso, y más debía luchar por mantenerlo siempre como aliado o como neutral.
El retiro de Bismarck de la Cancillería alemana causó que los parámetros de su política exterior fueran abandonados tras 1890 y así el nuevo canciller alemán Leo von Caprivi rechazó la propuesta rusa de renovar las condiciones de la Liga de los Tres Emperadores en 1891, prefiriendo apoyar abiertamente a Austria-Hungría en sus ambiciones sobre los Balcanes antes que a Rusia en sus presiones sobre el Imperio otomano. Este desaire diplomático causó que Rusia, ahora marginada por sus antiguos aliados, buscase la alianza con Francia como forma de compensar la alianza entre Alemania y Austria. En 1892 los gobiernos de Francia y Rusia, pese a sus regímenes políticos tan diferentes, pactaron formalmente la Alianza franco-rusa con sendas visitas de jefes de Estado en París y San Petersburgo, desapareciendo del todo la "Alianza de Emperadores" trabajosamente creada por Bismarck.